# Gmina Dywity
Die Gmina Dywity [dɨˈvitɨ] ist eine Landgemeinde im Powiat Olsztyński der Woiwodschaft Ermland-Masuren in Polen. Ihr Sitz ist das gleichnamige Dorf (deutsch Diwitten) mit etwa 2300 Einwohnern.

## Geographie

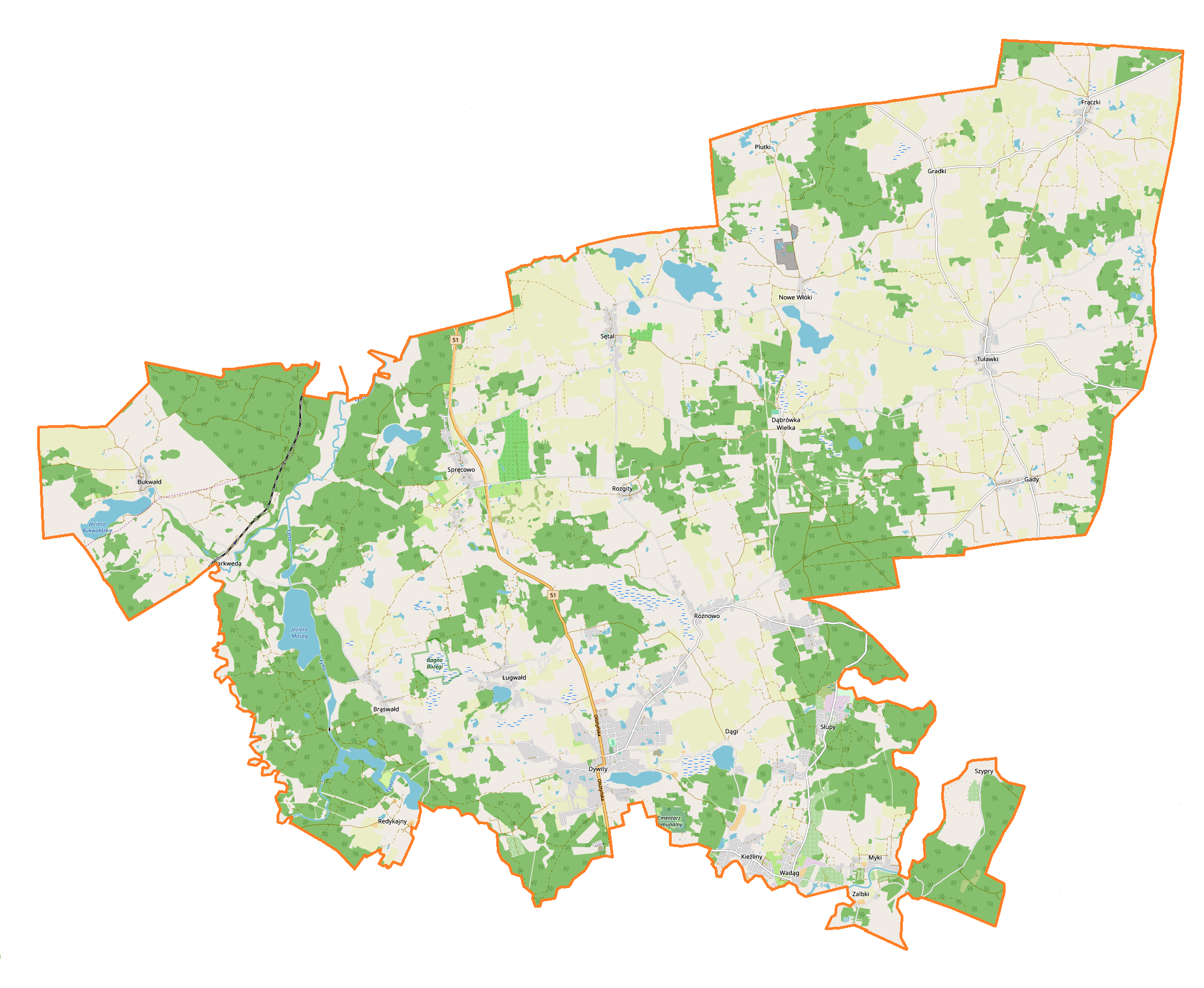
Karte der Gemeinde

Die Gemeinde liegt in der Mitte der Woiwodschaft und grenzt im Süden an deren Hauptstadt Olsztyn (Allenstein). Die weiteren Nachbargemeinden sind Gmina Jonkowo (Jonkendorf) im Westen, Świątki (Heiligenthal) im Nordwesten, Dobre Miasto (Guttstadt)im Norden, Jeziorany (Seeburg) im Nordosten und Barczewo (Wartenburg i. Ostpr.) im Osten.
Die Gemeinde hat eine Fläche von 160,7 km², die zu 60 Prozent land- und zu 25 Prozent forstwirtschaftlich genutzt wird. Ihr Gebiet gehört zur Masurischen Seenplatte. Es gibt zahlreiche kleine Seen. Die Größten sind Mosąg (53,3 Hektar), Bukwałdzkie (38,3 Hektar) und Dywity (18,4 Hektar). Wichtigstes Fließgewässer ist die Łyna (Alle).

## Geschichte
Die Landgemeinde wurde 1973 aus verschiedenen Gromadas wieder gebildet. Ihr Gebiet gehörte von 1946 bis 1998 zur Woiwodschaft Olsztyn in unterschiedlichem Zuschnitt. Der Powiat wurde von 1975 bis 1998 aufgelöst. Zum 1. Januar 1999 kam die Gemeinde zur Woiwodschaft Ermland-Masuren und wieder zum Powiat Olsztyński.

## Gliederung
Zur Landgemeinde Dywity gehören 20 Dörfer (deutsche Namen, amtlich bis 1945) mit einem Schulzenamt (sołectwo):
- Barkweda (Bergfriede)
- Brąswałd (Braunswalde)
- Bukwałd (Groß Buchwalde)
- Dąbrówka Wielka (Groß Damerau)
- Dywity (Diwitten)
- Frączki (Fleming)
- Gady (Jadden)
- Gradki (Gradtken)
- Kieźliny (Köslienen)
- Ługwałd (Hochwalde)
- Nowe Włóki (Neu Vierzighuben)
- Redykajny (Redigkainen)
- Rozgity (Rosgitten)
- Różnowo (Rosenau)
- Sętal (Süssenthal)
- Słupy (Stolpen)
- Spręcowo (Spiegelberg)
- Tuławki (Tollack)
- Wadąg (Wadang)
- Zalbki (Salbken)

Kleinere Ortschaften der Gemeinde sind Bukowina (Buchenwald), Dągi (Dongen), Lipniak (Lindenhain), Myki (Micken), Plutki (Plutken),  Szypry (Schippern) und Wopy (Woppen).

## Verkehr
Durch die Gemeinde und ihren Hauptort verläuft die polnische Landesstraße 51 (einstige deutsche Reichsstraße 134), die von Olsztyn (Allenstein) über Lidzbark Warmiński (Heilsberg) und Bartoszyce (Bartenstein) zur Grenze nach Russland führt.
Die einzige Bahnstation der Gmina Dywity ist Bukwałd (Groß Buchwalde), auf dem Ortsgebiet von Barkweda (Bergfriede). Sie liegt an der PKP-Linie 221: Olsztyn Gutkowo–Braniewo, die im Abschnitt Olsztyn Gutkowo–Dobre Miasto seit dem 13. September 2019 aber nicht mehr befahren wird.
Der nächste größere internationale Flughafen ist Danzig.